# Sedes sapientiae

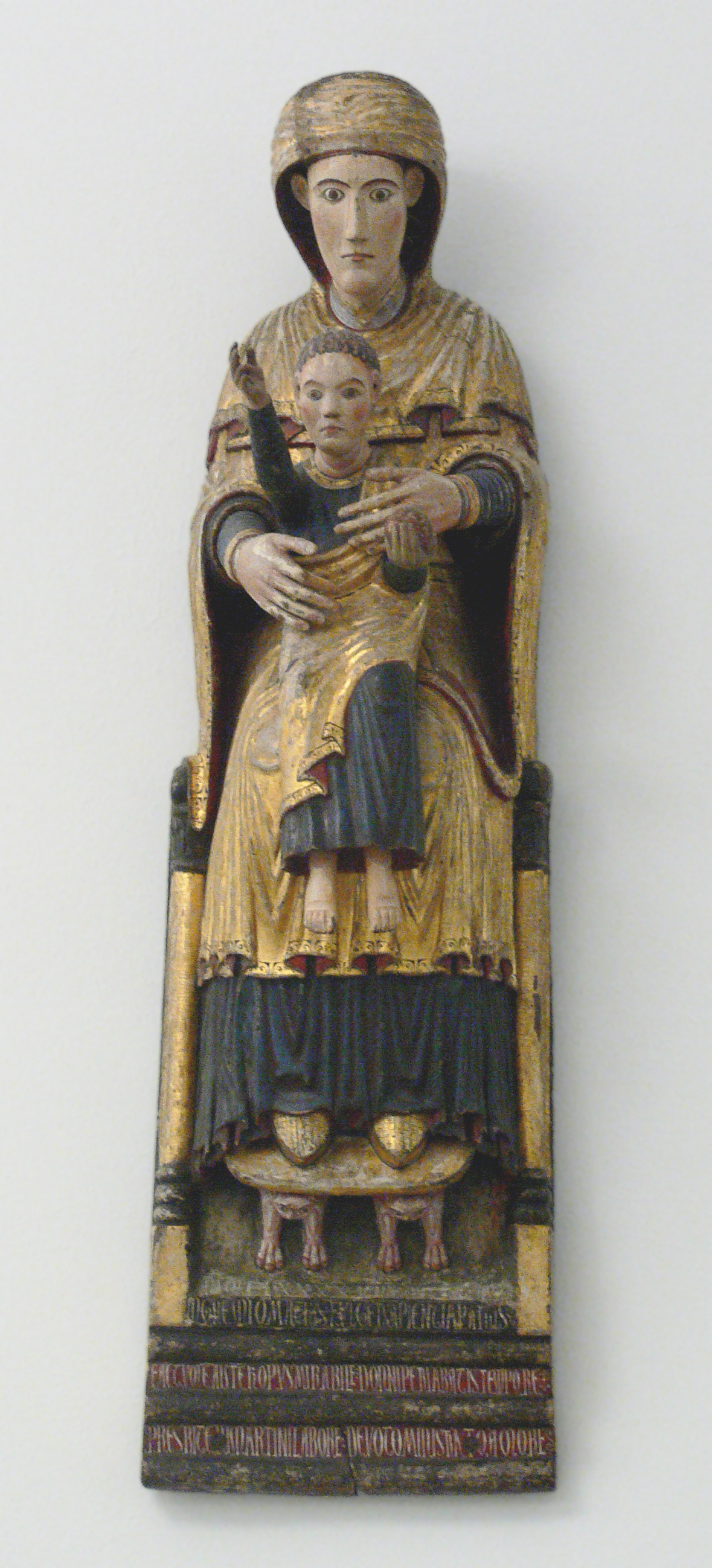
Presbyter Martinus: Madonna als Sedes Sapientiae, Mittelitalien 1199, Borgo San Sepolcro, Arezzo

Sedes sapientiae („Sitz der Weisheit“) bezeichnet in der christlichen Kunst, in Anspielung auf den alttestamentlichen Thron Salomons, die sitzende Maria mit dem Jesusknaben (als verkörperte Weisheit) auf dem Schoß. Es ist ein besonders in der Romanik häufig verwendetes Bildmotiv, das im 13. Jahrhundert zu seiner weitesten Verbreitung gelangte. 
Jesus wird dabei häufig nicht als Kind, sondern als Erwachsener dargestellt.
Zu unterscheiden ist die Sedes sapientiae von der thronenden Madonna, der (Maestà), die von Engeln und auch Heiligen flankiert wird. Intimer ist die stillende Maria lactans (auch „Seliger Schoß“).
Es wird auch als Bildmotiv auf Siegeln von im Mittelalter gegründeten Universitäten verwendet, so beispielsweise auf dem Siegel der Universität Löwen. Das ältere Siegel der städtischen Universitas Studii Coloniensis (1388–1798), der alten Universität zu Köln, lässt die Kölner Stadtpatrone nicht im Stall anbeten, sondern vor der thronenden Maria mit dem Jesusknaben als dem Sinnbild der (universitären) Weisheit.

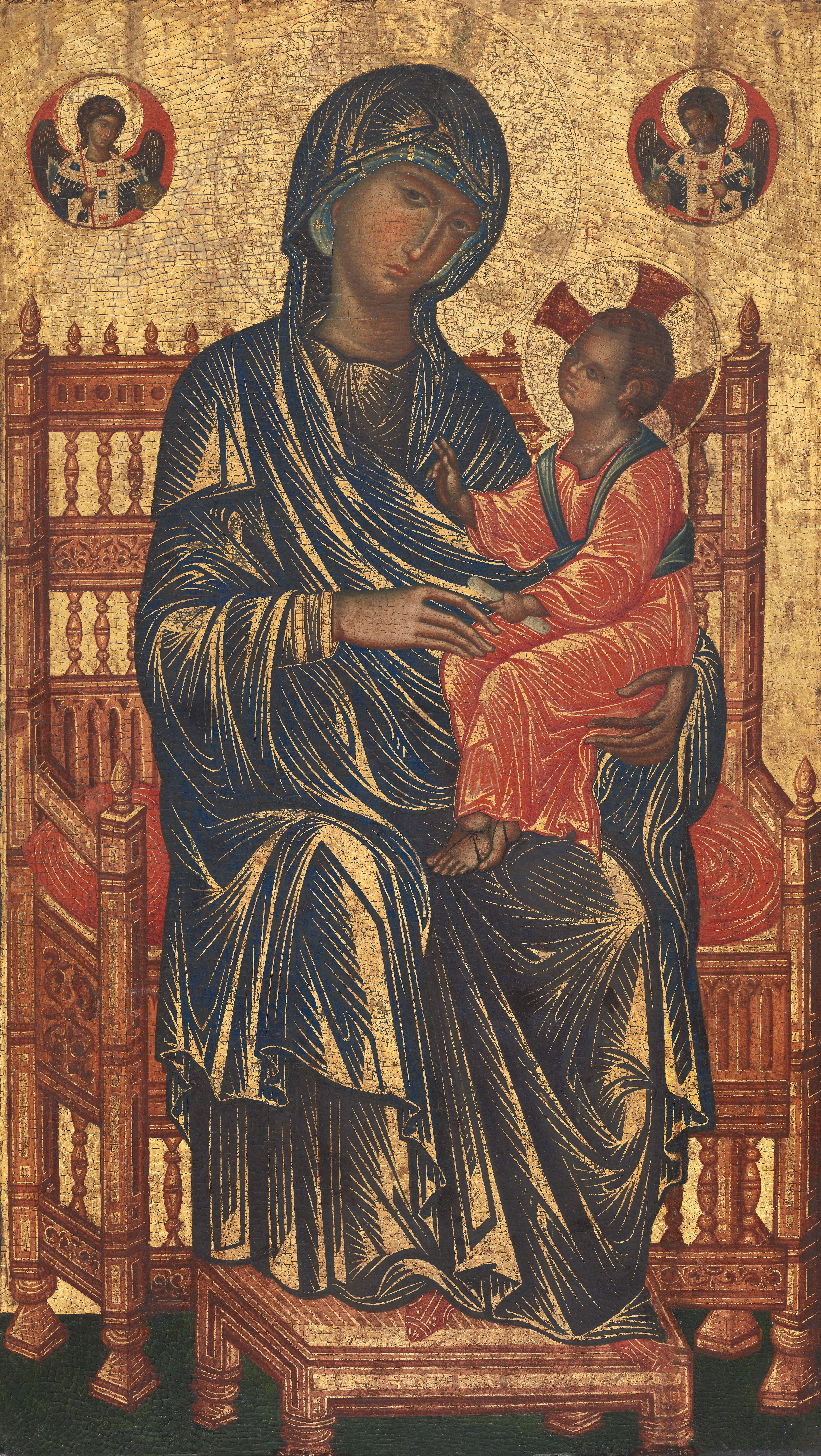
Unbekannter Meister: Thronende Madonna, 13. Jh., National Gallery of Art, Washington (D.C.)
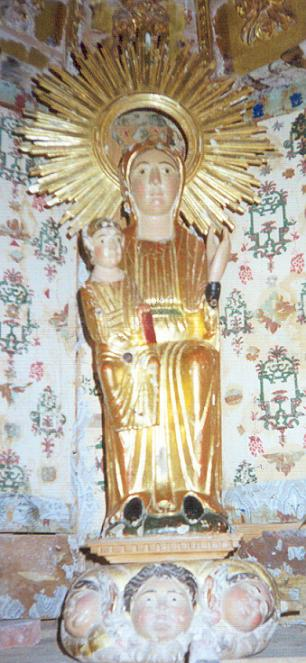
Unbekannter Meister: Virgen de Marcuello, Spanien 13. Jh., ??, Sarsamarcuello
Siegel der Universität zu Köln
Siegel der Ludwig-Maximilians-Universität München gegründet 1472

Siehe auch
- Goldene Madonna
- Imad-Madonna
- Marienbildnis